# Adolf Ogi
Adolf Ogi (Kandersteg, 18 luglio 1942) è un politico svizzero, nelle file del Unione Democratica di Centro; è stato consigliere federale dal 1988 al 2000.

## Biografia
Figlio di Adolf, guardia forestale, guida alpina e maestro di sci, e di Anna Wenger, frequenta le scuole primarie a Kandersteg e la scuola superiore di commercio a La Neuveville tra il 1958 e il 1961, in seguito frequenta la Swiss Mercantile School a Londra. Direttore dell'ufficio del turismo di Meiringen-Haslital, ha lavorato per la Federazione svizzera di sci dal 1964 al 1981 e ne diventa direttore tra il 1975 e 1981. Come cittadino soldato ha raggiunto il grado di maggiore. Nel 1972 sposa Katharina Marti.  
Dal 1979 al 1987 fu Presidente dell'UDC. È stato eletto in Consiglio federale nel dicembre del 1987, dove ha diretto il dipartimento dei trasporti, delle comunicazioni e delle energie dal 1988 al 1995, dopodiché è passato al dipartimento militare (rinominato dipartimento federale della difesa, della protezione della popolazione e dello sport nel 1998) dal 1995 al 2000. Ha promosso l'accordo sul traffico di transito tra la Svizzera e l'Unione europea, la revisione della legge sulla navigazione aerea, l'introduzione dell'articolo sull'energia nella Costituzione federale, il programma Energia 2000, la creazione dell'ufficio federale delle comunicazioni, la ristrutturazione delle PTT e, in particolare, il progetto della Nuova trasversale ferroviaria alpina (NTFA). Durante il mandato di Consigliere federale ha subito attacchi sempre più frequenti da parte del suo partito, dominato dall'ala nazionalconservatrice. Consigliere speciale dell'ONU per lo sport dal 2001 al 2007, è stato insignito del dottorato honoris causa dell'Università di Berna nel 2005.